# Federazione Sammarinese Pallacanestro
La Federazione Sammarinese Pallacanestro (acronimo FSP) è l'ente che gestisce e controlla la pallacanestro nello stato di San Marino. Essa si occupa dell'organizzazione dei campionati maschili e femminili e delle squadre nazionali.

## Storia
La Federazione Sammarinese Pallacanestro venne fondata il 9 febbraio del 1968 grazie dal Prof. Luciano Capicchioni al suo rientro dagli Stati Uniti dove la sua famiglia si trasferì durante la seconda guerra mondiale.

 La prima società che si affiliò al movimento fù la Pallacanestro Titano (oggi militante nella Serie C Italiana), che nel 1969, a seguito della convenzione sottoscritta con l'omologa federazione Italiana, ebbe la possibilità di partecipare ai campionati Italiani e, ben presto, ci fu il riconoscimento da parte della Federazione Internazionale. 

 Successivamente la Federazione venne guidata da Alessandro Liberti che nel 1966 organizzò a San Marino la Promotion Cup dove la Nazionale biancazzurra ottenne la prima medaglia della sua storia.

## Direttivo
- Presidente: Luca Liberti
- Vicepresidente: Simone Botteghi
- Segretario generale:Veronica Zavoli
- Tesoriere: Veronica Zavoli